# Фрейзер (плато)
Плато Фрейзер — міжгірське плато. Це один з основних підрозділів Внутрішнього плато, розташованого в центральній частині Британської Колумбії.

## Географія
Регіон включає плато Карібу і плато Чілкотін, а також прилеглі хребти Мармур, Клір і Камелсфут на його південно-західному краю.
Плато обмежується річкою Бонапарт на південному сході, за якою знаходиться плато Бонапарт або Камлупс, частиною плато Томпсон, і лінією, утвореною річками Дін і Вест-Роуд на північному заході ( плато Нечако лежить на північ від Вест-роуд). Також до плато Фрейзер входять хребти Ітча та Ілгачуз, а також прилеглий хребет Рейнбоу, який примикає до Берегових гір.

## Геологія
Плато Фрейзер складається з базальтової лави групи Чілкотін, групи споріднених вулканічних порід, яка розташована майже паралельно плато Фрейзер.

## Дивіться також
- Комплекс плато Фрейзер і басейн (екорегіон WWF)

1. ↑  https://apps.gov.bc.ca/pub/bcgnws/names/25863.html
2. ↑  https://publications.gc.ca/collections/collection_2007/nrcan-rncan/M44-2007-A5E.pdf